# Бронепалубные крейсера типа «Холланд»
«Холланд» (нидерл. Hollandklasse) — тип бронепалубных крейсеров ВМС Нидерландов. Предназначались для замены фрегатов типа «Ачех» в роли быстроходных военных кораблей дальнего радиуса действия.
В 1896—1899 годах было построено шесть кораблей этого типа, получивших названия в честь провинций Нидерландов. Крейсера типа «Холланд» оставались на вооружении вплоть до 1920-х годов, когда они были сняты с вооружения и большей частью пущены на слом. Два из них, в качестве вспомогательных судов, использовались вплоть до начала Второй мировой войны, в ходе которой один корабль был потоплен, а другой — захвачен Германией и после переоборудования использовался в качестве плавучей батареи ПВО вплоть до 1944 года.

## Представители
| Название                                         | Закладка | Спуск на воду | Вступление в строй | Судьба |
| ------------------------------------------------ | -------- | ------------- | ------------------ | --- |
| Холланд Holland                                  |          | 1896          |                    | снят с вооружения и пущен на слом в 1920 |
| Зеланд Zeeland                                   |          | 1897          |                    | снят с вооружения и пущен на слом в 1924 |
| Фрисланд Friesland                               |          | 1896          |                    | снят с вооружения и пущен на слом в 1913 |
| Гелдерланд Gelderland В Кригсмарине: Ниобе Niobe |          | 1898          |                    | снят с вооружения в 1920 и переоборудован в учебно-артиллерийский корабль, в мае 1940 захвачен немцами и переоборудован в плавучую батарею ПВО, потоплен советской авиацией 16 июля 1944 |
| Нордбрабант Noordbrabant                         |          | 1899          |                    | снят с вооружения в 1920 и превращён в плавучую казарму, потоплен в мае 1940 |
| Утрехт Utrecht                                   |          | 1898          |                    | снят с вооружения и пущен на слом в 1913 |